# داني كايل
داني كايل (بالإنجليزية: Danny Kyle)‏ هو موسيقي بريطاني، ولد في 12 ديسمبر 1939، وتوفي في 5 يوليو 1998.